# Ligne Simensbråten du tramway d'Oslo

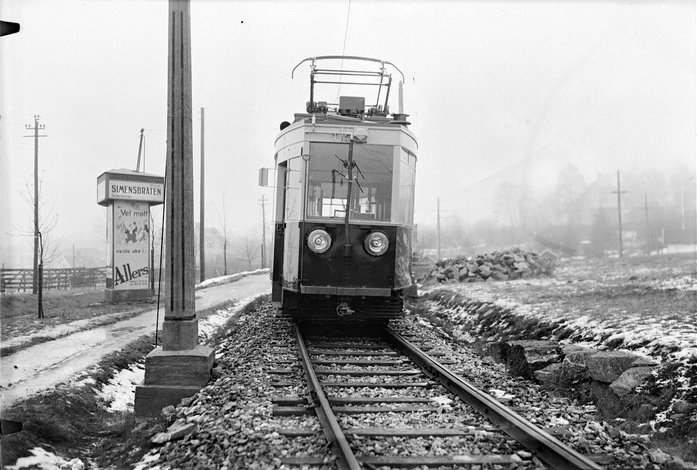
Ligne Simensbråten

La ligne Simensbråten est une ancienne ligne du tramway d'Oslo, en Norvège, exploitée du 30 septembre 1931 au 29 octobre 1967 par la société privée Ekebergbanen. Elle reliait le quartier de Jomfrubråten à celui de Simensbråten.